# Maulburg

Maulburg im Dreiländereck

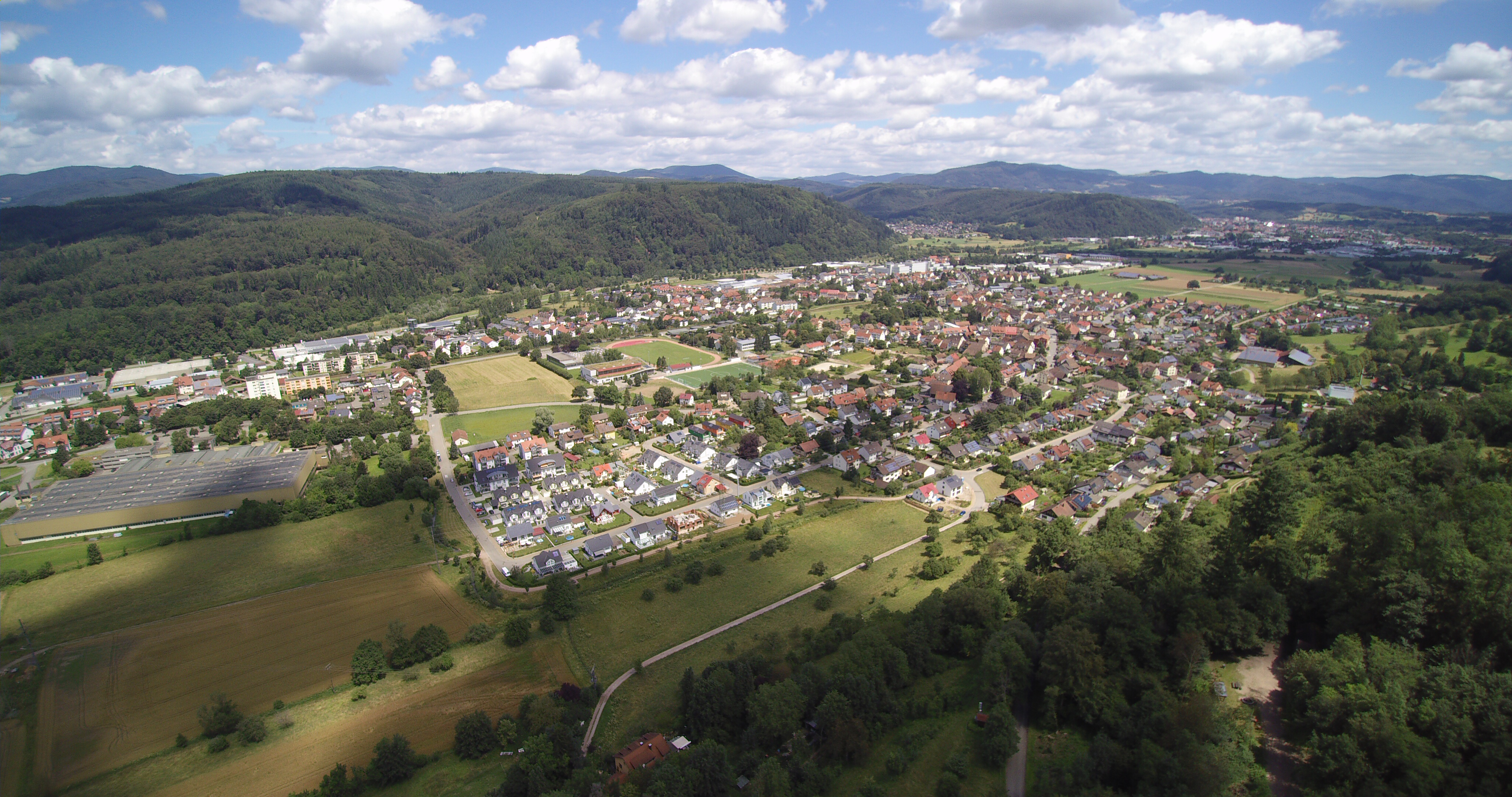
Im Vordergrund der bewaldete Nordhang des Dinkelbergplateaus. Das Dorf auf der würmzeitlichen Schotterebene des Wiesentales. Im Hintergrund linke Bildhälfte die auf den Rotliegendmassen lagernde Buntsandsteintafel des Scheinbergs, die Talkerbe des Alsbaches, links davon die durch die Maulburger Verwerfung abgesenkte Häglerberg-Scholle, ganz im Hintergrund der kristalline Schwarzwald. Rechte Bildhälfte: Rechts der Einmündung der Kleinen Wiese die Buntsandsteintafel des Entegast und ganz rechts der östliche Dinkelberg und dahinter der Steilanstieg des Hotzenwaldes.

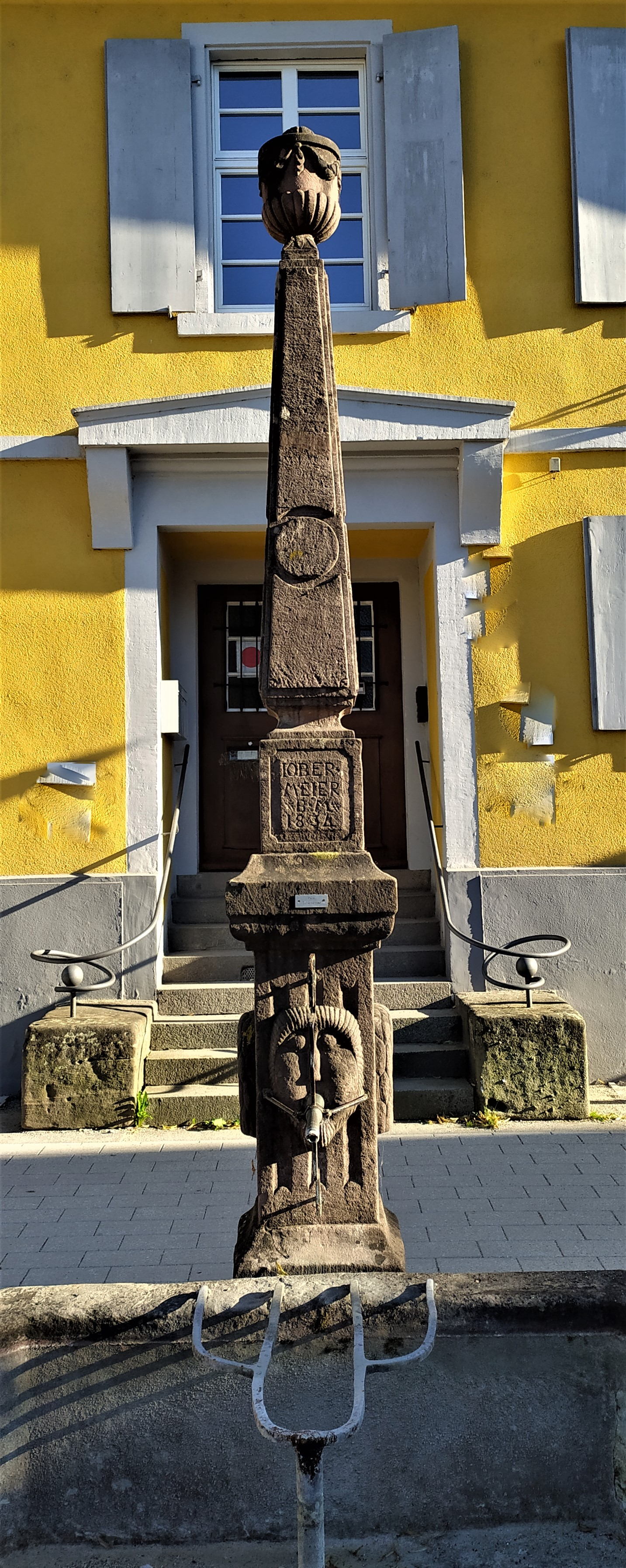
Altes Rathaus und Rathausbrunnen

Maulburg (Alemannisch Muulburg) ist eine Gemeinde im Landkreis Lörrach in Baden-Württemberg. Zur Gemeinde Maulburg gehören außer dem gleichnamigen Dorf die Aussiedlerhöfe auf dem Dinkelberg.

## Geographie

### Geographische Lage
Maulburg liegt in der südlichen Vorbergzone des Südschwarzwalds im Tal der Wiese, einem rechten Nebenfluss des Rheins, die auf dem Feldberg entspringt. Die Tallage von Maulburg wird nördlich vom zum Schwarzwald gehörenden Weitenauer Vorbergland eingerahmt. Hier erhebt sich der bewaldete Scheinberg – früher wurde der Gipfel auch als Königsberg bezeichnet – mit 619 m, der noch zur Gemarkung Maulburgs zählt. Südlich erstrecken sich die Ausläufer des Dinkelbergs. Der höchste Punkt der Maulburger Gemarkung dort liegt bei 493 m (Mauerhaldenbuck).

### Nachbargemeinden
Die Gemeinde grenzt im Osten an die Stadt Schopfheim, im Süden an den zur Stadt Rheinfelden gehörenden Ortsteil Adelhausen sowie im Westen und Norden an Steinen.
| Hüsingen (Ortsteil von Steinen) Exklave der Gemarkung | Weitenau (Ortsteil von Steinen)             | Langenau (Stadtteil von Schopfheim)                       |
| Höllstein (Ortsteil von Steinen)                      | Kompassrose, die auf Nachbargemeinden zeigt | Langenau (Stadtteil von Schopfheim)                       |
| Hüsingen (Ortsteil von Steinen)                       | Adelhausen (Stadtteil von Rheinfelden)      | Wiechs (Stadtteil von Schopfheim) Ausläufer der Gemarkung |

## Geologie
Maulburg liegt in der Schopfheimer Bucht dem südlichsten und breitesten Teil der Schwarzwaldvorbergzone. Hier haben sich in geschützter Tieflage Buntsandstein-, Muschelkalk- und Keuperschichten des ursprünglich auch auf dem Gebiet des Schwarzwaldes liegenden Deckgebirges erhalten, das im Südschwarzwald bereits weithin abgetragen ist.
Der Gemarkungsteil nördlich der Wiese erstreckt sich auf die über Oberrotliegendsedimenten lagernde, leicht nach Süden geneigte Buntsandsteintafel des Scheinbergs. Die südliche Gemarkungshälfte greift auf das Muschelkalkplateau des Dinkelbergs über. Der Ort liegt zwischen diesen Landschaftsräumen im Wiesental, genauer auf der würmkaltzeitlichen, von Auenlehm und -sand bedeckten Talfüllung der Wiese, z. T. auch auf dem flachen Schwemmfächer des Dorfbaches.
Auf der tiefer lagernden Dinkelbergscholle sind die Schichten des Muschelkalks, des Keupers und, in kleinen Resten, des Unterjura noch von der Abtragung verschont geblieben, während nördlich der Wiese diese bereits abgeräumt sind. Daraus ergibt sich ein starker landschaftlicher Kontrast zwischen der Gemarkung nördlich und der südlich des Wiesentales. Der wasserdurchlässige und wenig fruchtbare Buntsandstein des Scheinbergs musste gänzlich dem Wald überlassen werden und ist frei von menschlicher Besiedlung. Dagegen ist der in größerem Umfang von Lösslehm bedeckte Muschelkalk des Gemarkungsteils auf dem Dinkelberg landwirtschaftlich gut nutzbar. Im Allgemeinen sind hier nur die steilen Talhänge bewaldet. Vom Wintertal und vom Niedertal zieht auf dem Dinkelberg jeweils ein schmaler tektonischer Graben nach Süden. Diese im Querschnitt keilförmigen, durch Zerrungskräfte bei der Rheingrabenbildung entstandenen Gräben sind mit jüngeren, eingesackten Keupersedimenten gefüllt, auf denen sich sogar noch nahe der Hummelrütte ein Rest Unterjurakalk erhalten hat.
Nahe der östlichen Gemarkungsgrenze quert eine NW-SO ziehende Verwerfung, die sog. Maulburg-Schwörstadt-Verwerfung das Wintertal („Wintleter“). Diese setzt bei der Hasenweid Muschelkalk (offenes Gelände) gegen Rotliegendes und Buntsandstein (Wald). Sie zieht weiter Richtung Schwörstadt und bildet so die Grenze zwischen dem tiefer liegenden dichter besiedelten Zentralen Dinkelberggraben im Westen und dem höheren, wasserarmen (verkarsteten) und deshalb nur an den Rändern (Wiechs, Eichen) und im Dossenbacher Tal besiedelten Plateau. Auf der Maulburger Gemarkung grenzt sie allerdings den Oberen Muschelkalk des Mauerhaldebucks von Rotliegend- und Buntsandsteinschichten im Osten ab, die hier als Sockel unter dem stärker gehobenen östlichen Dinkelberghorst anstehen.
Die Maulburger Verwerfung setzt sich nördlich der Wiese fort und ist nun auch in der Landschaft gut erkennbar. Während östlich der Verwerfung die Talkante des Scheinbergs über dem Wiesental um die 500 m hoch liegt, erhebt sich der Hang über dem Fluss westlich des Alsbachtales (Steinener Gemarkung) keine 50 m über den Talboden der Wiese.
Anmerkung: Die früher als unterer Buntsandstein angesprochenen Sedimente werden heute dem ebenfalls schon im Erdaltertum entstandenen Zechstein zugeordnet.

## Geschichte
Maulburg wird erstmals in einer Schenkungsurkunde eines Ercanpert vom 27. Februar 786 an das Kloster St. Gallen als Murperch genannt.
Es handelt sich um eine Schenkung von Gütern und Anteilen an den Kirchen Brombach und Weil am Rhein an St. Gallen. Die Urkunde wurde von Folcram, einem Priester des 8. Jahrhunderts unterschrieben. Zum Schluss der Urkunde heißt es:
„Actum in Murperch villa publici. In ipsa casa fuit carta levata.“

(deutsch: „Geschehen in Murperch im Frohnhof. In diesem Hause wurde diese Schrift aufgesetzt.“)
Dieses Murperch war zu dieser Zeit bereits ein Hof mit einem Verwaltungsbeamten („Centenarius“). Sein Name war Brunchino. Er und Priester Folcram sind somit die ersten namentlich bekannten Einwohner des heutigen Maulburgs. Gemeinde, Dorf und Kirche blicken somit auf eine über 1200-jährige Geschichte zurück.
Maulburg war im Besitz der Herren von Rötteln, kam nach deren Aussterben 1315 an die Markgrafen von Hachberg-Sausenberg und 1503 an die Markgrafen von Baden. Spätestens ab dem 16. Jahrhundert waren alle Maulburger Bauern Leibeigene des Markgrafen.
Auf den mittelalterlichen Wohnsitz einer Adelsfamilie, von der es allerdings keinerlei urkundliche Zeugnisse gibt, deutet der Flurname Oberbürglen jenseits der Wiese hin.
Durch eine Schenkung der wichtigsten Grundherren, derer von Klingen, kam beträchtlicher Besitz in Maulburg an das Zisterzienserkloster Wettingen, den dieses in späterer Zeit wieder veräußerte, u. a. an die Stadt Basel. Schon 1257 erhielt das Kloster Klingental in Maulburg Güter geschenkt. Als weitere Grundherren der Maulburger Bauern erscheinen in den Urkunden unter anderem das Kloster St. Clara in Kleinbasel, das Kloster Sankt Blasien und das Stift Säckingen. Die Gemeinde selbst besaß Wald, teils als Lehen, teils in Eigenbesitz, aber kaum anderen Grundbesitz.
Bis 1809 existierte die Vogtei Maulburg, zu der auch Langenau und Enkenstein gehörten.
Eine Kirche bestand schon im 12. Jahrhundert. 1244 wird ein Leutpriester erwähnt. Das Kirchenpatronat lag bei den Herren von Klingen, später dem Kloster Wettingen. 1540 kam es an die Stadt Basel und nach dem Dreißigjährigen Krieg an die Markgrafen von Baden.
Seit Anfang des 17. Jahrhunderts wurde in Maulburg Schule gehalten.
Eine Mühle ist schon 1278 bezeugt, eine erste Papiermühle im 16. Jahrhundert. Schon 1792 wurde nach dem Gips des Mittleren Muschelkalks gegraben. Im 19. Jahrhundert hielt die Industrie Einzug im Wiesental, hauptsächlich nach dem Beitritt Badens zum Deutschen Zollverein, was größere Investitionen von Schweizer Unternehmern auf deutscher Seite zur Folge hatte. So gründete der Schweizer Major Geigy-Lichtenhahn, der bereits 1836 in Steinen eine Baumwollspinnerei und -weberei eingerichtet hatte, 1844 in Maulburg eine mechanische Weberei, die um die Jahrhundertmitte bis zu 450 Arbeitskräfte beschäftigte. 1837 verlegten zwei Basler ihre Papiermühle von Kandern nach Maulburg, wo sie diese als Thurneysensche mechanische Papierfabrik, die Spezialpapier für Kunstdrucke herstellte, fortführten.

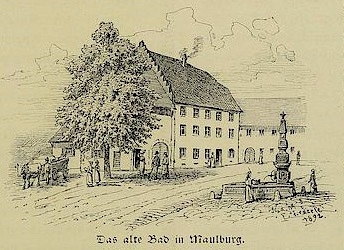
Altes Bad in Maulburg

In Maulburg gab es mutmaßlich schon im 13. Jahrhundert eine Badquelle. Die erste urkundliche Erwähnung des Bades findet sich 1530. Das Wasser der Badquelle zog bereits um 1600 Badegäste an. (Noch immer erinnert der Name der Badapotheke, die sich längere Zeit auf dem Areal der früheren Badwirtschaft befand, an die Zeit des Badebetriebs.)
(Quelle: Landesarchivdirektion Baden-Württemberg (Hrsg.): Der Landkreis Lörrach, Band II, Sigmaringen 1994)

## Bevölkerung und Religion

### Einwohner
Die Zahl der Einwohner Maulburgs entwickelte sich wie folgt:
| Jahr | Einwohner |
| ---- | --------- |
| 1852 | 1203      |
| 1871 | 1504      |
| 1880 | 1436      |
| 1890 | 1573      |
| 1900 | 1931      |
| 1910 | 1947      |
| 1925 | 2004      |

| Jahr | Einwohner |
| ---- | --------- |
| 1933 | 2070      |
| 1939 | 1989      |
| 1950 | 2272      |
| 1956 | 2579      |
| 1961 | 3012      |
| 1970 | 3729      |
| 1987 | 3612      |

| Jahr | Einwohner |
| ---- | --------- |
| 2021 | 4255      |
| 2022 | 4291      |
| 2023 | 4276      |

### Religion
Seit der Reformation ist Maulburg vorwiegend evangelisch geprägt. Neben der Gemeinde, die zum Kirchenbezirk Markgräflerland der Evangelischen Landeskirche gehört, gibt es auch eine Freie evangelische Gemeinde und die ebenfalls von der Landeskirche losgelöste Christliche Gemeinde Maulburg (CGM).
Für die römisch-katholischen Gläubigen ist die Pfarrei St. Maria in Höllstein zuständig, die seit dem 12. Januar 2003 der Seelsorgeeinheit Mittleres Wiesental im Dekanat Wiesental des Erzbistums Freiburg angehört.
Außerdem befindet sich in der Johann-Peter-Hebel-Straße seit 1960 eine Gemeinde der Neuapostolischen Kirche.
Die Zugehörigkeit zu den Religionsgemeinschaften verteilte sich in der Vergangenheit wie folgt:
| Jahr | Religion    | Religion   | Religion |
| Jahr | evangelisch | katholisch | sonstige |
| ---- | ----------- | ---------- | -------- |
| 1858 | 71,2 %      | 28,8 %     | 0,0 %    |
| 1925 | 79,1 %      | 20,7 %     | 0,2 %    |
| 1950 | 75,1 %      | 22,3 %     | 2,6 %    |
| 1961 | 72,2 %      | 24,1 %     | 3,7 %    |
| 1970 | 62,3 %      | 31,8 %     | 5,9 %    |

## Politik

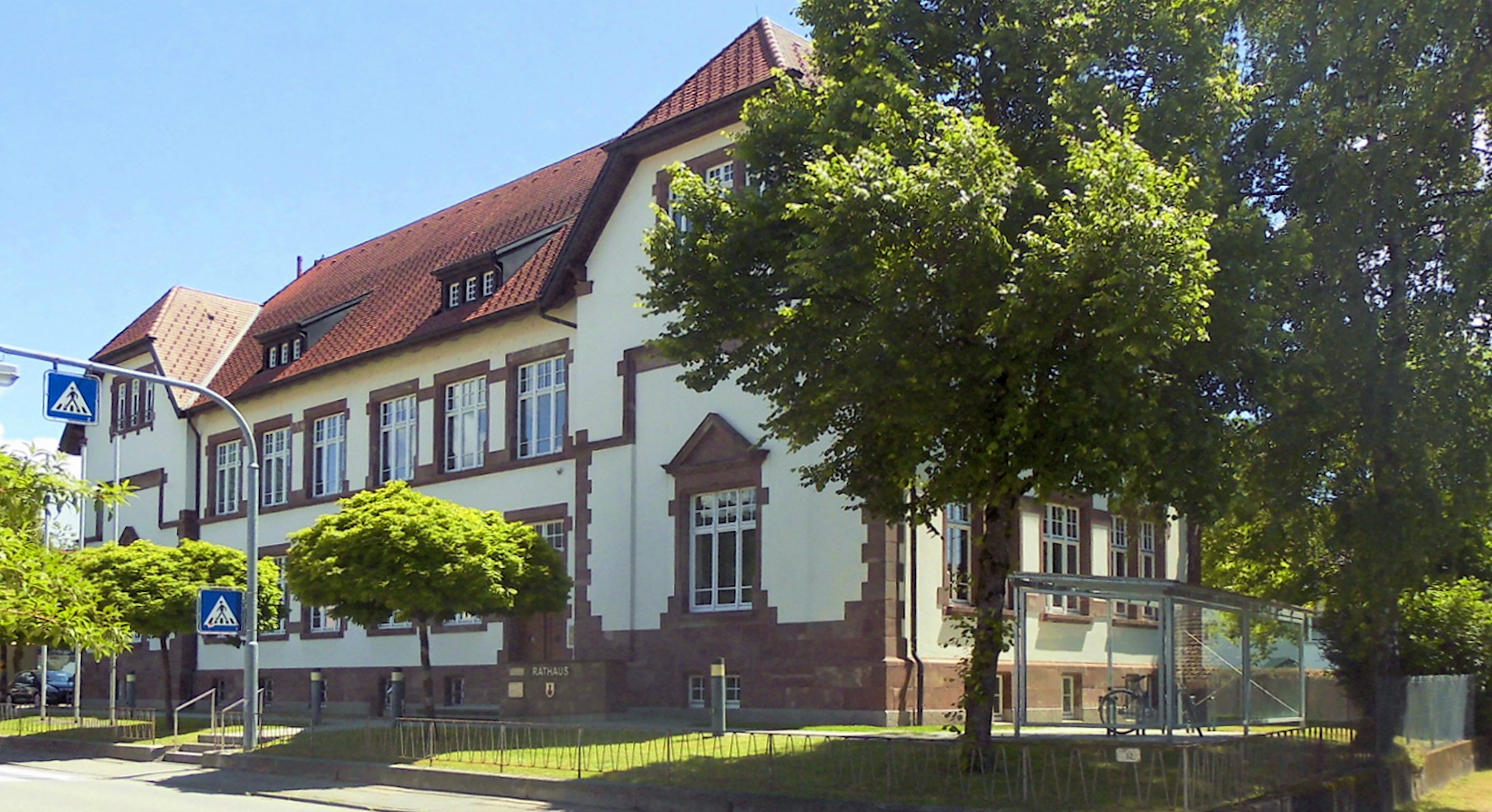
Rathaus Maulburg, ein gutes Beispiel für die Reformarchitektur um 1900. Abkehr von der Neo-Stil-Architektur, hin zu einer sachlicheren, aber noch traditionsgebundenen Bauweise (Halwalmdächer der Seitenrisalite!). Die Türe dagegen Jugendstil.

### Verwaltungsgemeinschaft
Die Gemeinde gehört seit 1975 zur Vereinbarten Verwaltungsgemeinschaft der Stadt Schopfheim.

### Gemeinderat
2024 trat mit der Liste „Wir für Maulburg“ eine neue Wählervereinigung der bürgerlichen Mitte an, die aus dem Stand 5 Sitze erringen konnte. Drei Gemeinderäte, die 2019 auf der Liste Bürgervereinigung Maulburg (BVM) gewählt wurden, traten für „Wir für Maulburg“ an und die CDU verzichtete auf eine eigene Liste.
Dem Gemeinderat gehören nach der Kommunalwahl vom 9. Juni 2024 neben dem Bürgermeister als Vorsitzenden 14 Mitglieder an. Die Wahl führte zu folgendem Ergebnis:
| Parteien und Wählergemeinschaften | Parteien und Wählergemeinschaften           | % 2024 | Sitze 2024 | % 2019 | Sitze 2019 | Kommunalwahl 2024 %50403020100 n. k. % (−17,6 %p)21,6 % (+2,5 %p)45,7 % (+5,4 %p)n. k. % (−23 %p)32,7 % (n. k. %p) CDUSPDFWBVMWfM20192024 |
| CDU                               | Christlich Demokratische Union Deutschlands | –      | –          | 17.6   | 2          | Kommunalwahl 2024 %50403020100 n. k. % (−17,6 %p)21,6 % (+2,5 %p)45,7 % (+5,4 %p)n. k. % (−23 %p)32,7 % (n. k. %p) CDUSPDFWBVMWfM20192024 |
| SPD                               | Sozialdemokratische Partei Deutschlands     | 21.6   | 3          | 19.1   | 3          | Kommunalwahl 2024 %50403020100 n. k. % (−17,6 %p)21,6 % (+2,5 %p)45,7 % (+5,4 %p)n. k. % (−23 %p)32,7 % (n. k. %p) CDUSPDFWBVMWfM20192024 |
| FWM                               | Freie Wähler Maulburg                       | 45.7   | 6          | 40.3   | 6          | Kommunalwahl 2024 %50403020100 n. k. % (−17,6 %p)21,6 % (+2,5 %p)45,7 % (+5,4 %p)n. k. % (−23 %p)32,7 % (n. k. %p) CDUSPDFWBVMWfM20192024 |
| BVM                               | Bürgervereinigung Maulburg                  | –      | –          | 23.0   | 3          | Kommunalwahl 2024 %50403020100 n. k. % (−17,6 %p)21,6 % (+2,5 %p)45,7 % (+5,4 %p)n. k. % (−23 %p)32,7 % (n. k. %p) CDUSPDFWBVMWfM20192024 |
| WfM                               | Wir für Maulburg                            | 32.7   | 5          | –      | –          | Kommunalwahl 2024 %50403020100 n. k. % (−17,6 %p)21,6 % (+2,5 %p)45,7 % (+5,4 %p)n. k. % (−23 %p)32,7 % (n. k. %p) CDUSPDFWBVMWfM20192024 |
| gesamt                            | gesamt                                      | 100,0  | 14         | 100,0  | 14         | Kommunalwahl 2024 %50403020100 n. k. % (−17,6 %p)21,6 % (+2,5 %p)45,7 % (+5,4 %p)n. k. % (−23 %p)32,7 % (n. k. %p) CDUSPDFWBVMWfM20192024 |
| Wahlbeteiligung                   | Wahlbeteiligung                             | 59,8 % | 59,8 %     | 57,3 % | 57,3 %     | Kommunalwahl 2024 %50403020100 n. k. % (−17,6 %p)21,6 % (+2,5 %p)45,7 % (+5,4 %p)n. k. % (−23 %p)32,7 % (n. k. %p) CDUSPDFWBVMWfM20192024 |

### Bürgermeister
Bürgermeisterin ist seit dem 1. Mai 2024 Jessica Lang. Sie wurde am 17. März 2024 mit 54,2 Prozent der Stimmen gewählt. Von 2000 bis 2024 war Jürgen Multner Bürgermeister.

### Wappen
Blasonierung: „In Silber ein zweigeschossiger roter Zinnenturm mit offenem Tor.“ Das Wappen wurde vom Generallandesarchiv Karlsruhe vorgeschlagen und 1904 von der Gemeinde angenommen. Ein Gemeindesiegel von 1782 zeigt bereits eine Burg mit drei Sternen und Blumenverzierung.

### Gemeindepartnerschaften
Eine Partnerschaft besteht zu der französischen Gemeinde Saint-Loup-sur-Semouse. Diese wurde in den frühen 1980er-Jahren auf Wunsch der Gemeinde von Oberstudienrat Josef Haas aus Bad Säckingen, der mehrere Partnerschaften dieser Art organisierte, in die Wege geleitet. Am 19. und 20. September 1981 wurde in Saint-Loup die „Jumelage“ besiegelt, während die Partnerschaft auf deutscher Seite am 22. und 23. Mai 1982 mit gegenseitigen Besuchen gefeiert wurde.
Mit der Partnerschaft sollten auch die Schrecken des Zweiten Weltkriegs überwunden werden, welche die beiden Nachbarländer am Rhein noch getrennt hatten. Darauf wies André Masson in seiner Rede hin: „Die Zeit ist gekommen, eine Seite der Geschichte bewusst umzublättern.“

## Kultur und Sehenswürdigkeiten

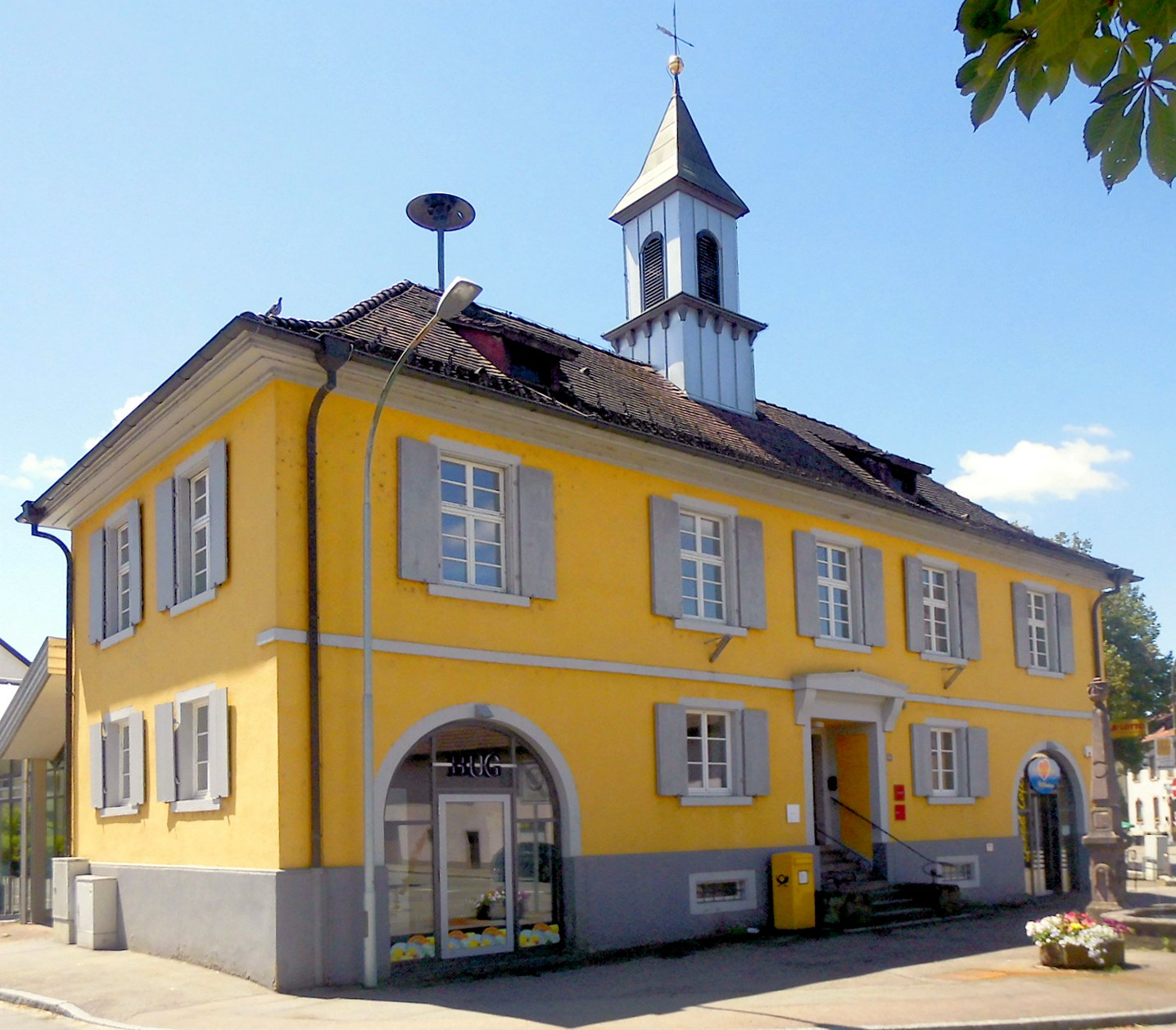
Postgebäude in Maulburg, früher Rathaus (1829), Nachwirken der Weinbrennerstil-Architektur

### Kirchen
Älteste Kirche im Ort ist die evangelische St.-Johannes-Kirche. Ihre älteste urkundliche Erwähnung geht auf das Jahr 1249 zurück. Damals wohl als Apsidenbau. Einen älteren, karolingischen Hintergrund konnte man nicht nachweisen.
Die heutige schlichte Saalkirche wurde 1753 errichtet und ersetzte einen Vorgängerbau, der sich zu Beginn des 18. Jahrhunderts in äußerst schlechtem Bauzustand befand. Die unteren Stockwerke des Glockenturms sind der Spätgotik zuzuordnen. Bei einer gründlichen Innen- und Außenrenovierung in den Jahren 1973 und 1974 wurden durch archäologische Untersuchungen Überreste zweier Vorgängerkirchen entdeckt.
Im nordöstlichen Teil der Gemeinde steht in Maulburg die katholische Filialkirche St. Paulus. Die moderne Kirche mit dem Grundriss eines unregelmäßigen Rechtecks wurde in den Jahren 1965/66 nach Plänen von Josef Ebert errichtet.

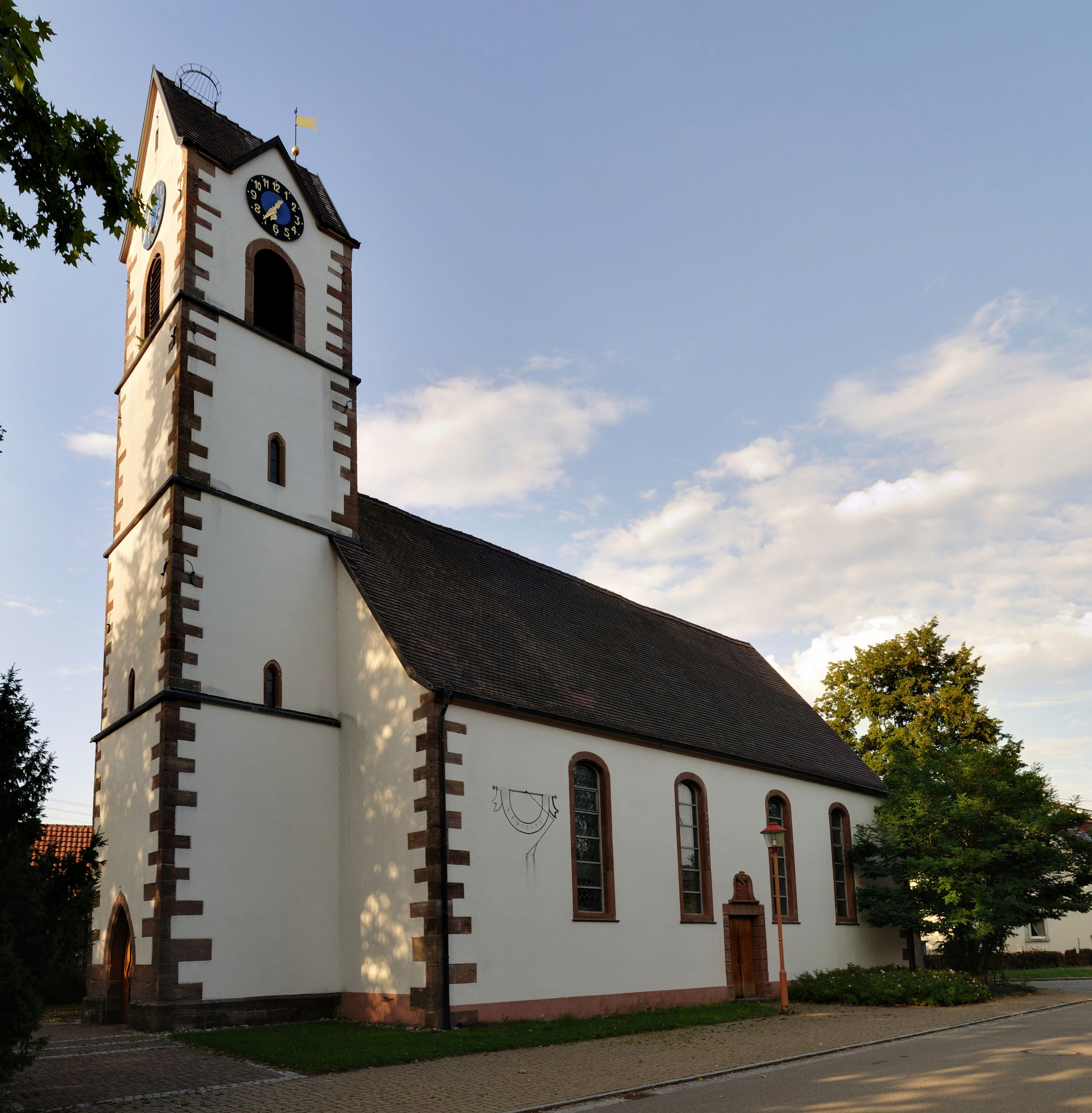
Evangelische Kirche St. Johannes, Maulburg
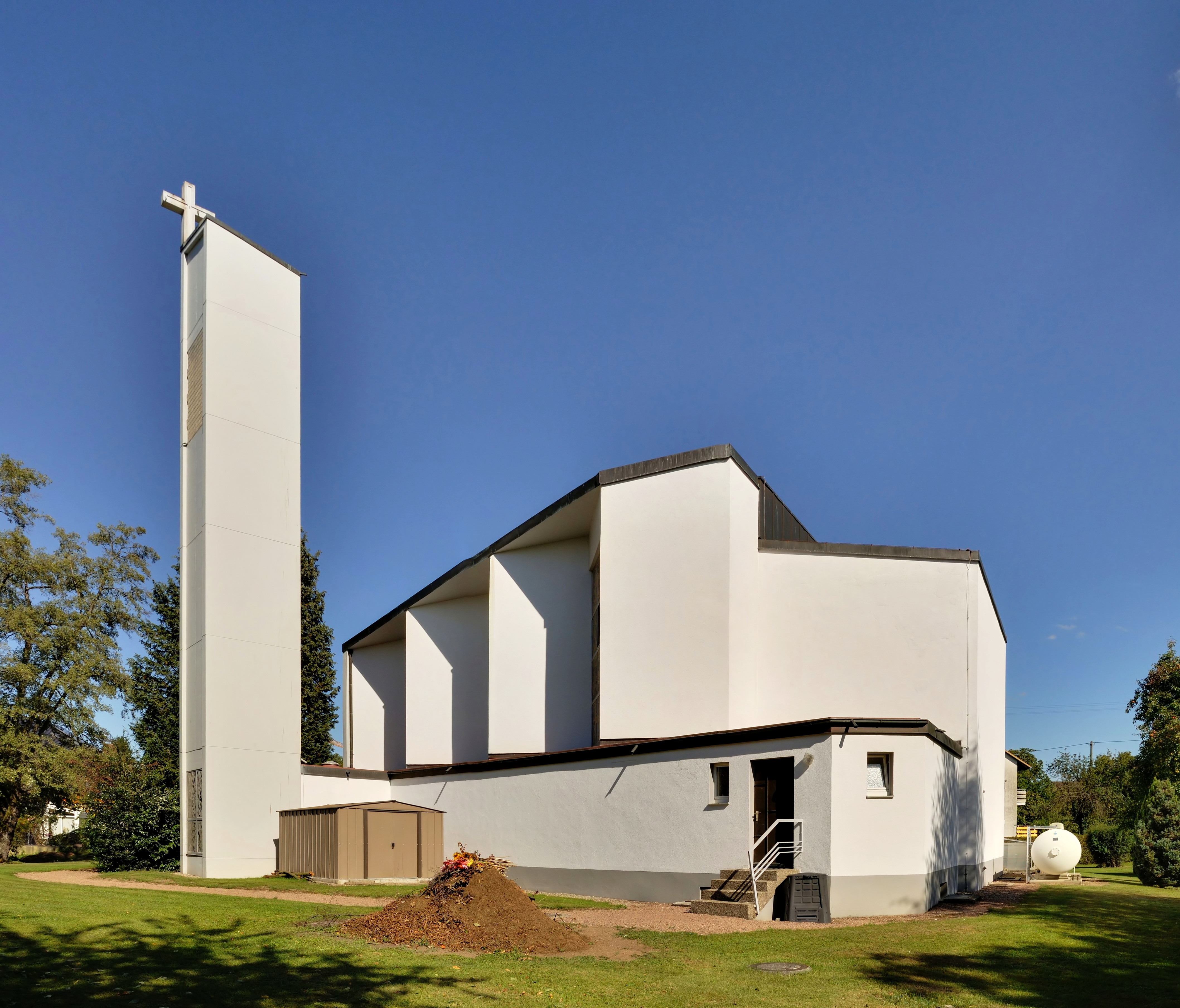
Katholische Kirche St. Paulus, Maulburg

### Weitere Bauwerke

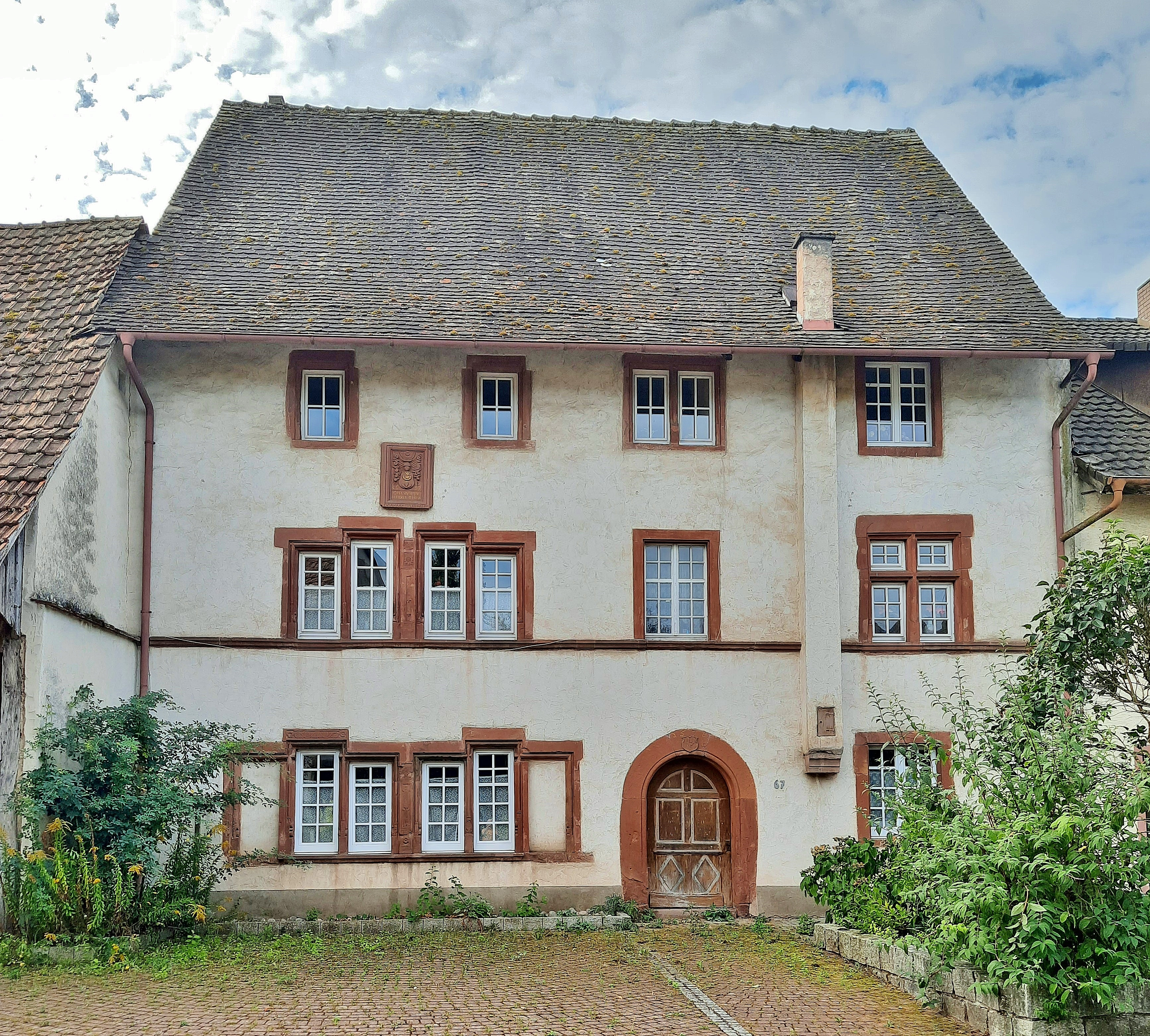
Pfarrer Wagnersches Haus von 1578

Haus Hermann-Burte-Straße Nr. 67 („Pfarrer Wagnersches Haus“): Stattliches dreigeschossiges, traufständiges Satteldachhaus (urspr. wohl mit Staffelgiebeln) aus der Übergangszeit zwischen Gotik und Renaissance. Im Erdgeschoss und ersten Obergeschoss spätgotische, mit Stabwerk profilierte Gruppenfenster, die bescheidenen Renaissancedekor aufweisen: kleine Voluten, Rosetten, Ranken u. a. Die Mittelfenster der Fenstergruppen überhöht. Die untere Fensterreihe besteht aus zwei gekuppelten Dreiergruppen. Zeittypischer, mit einem Wulst als Kantenprofil und einem Wappen versehener Rundbogen-Hauseingang, datiert 1578. Wappentafel der Familie Wagner über dem oberen Gruppenfenster.
Das Alte Rathaus wurde 1829 erbaut. Es ist ein ländlich schlichtes Beispiel für den nachklingenden Einfluss Friedrich Weinbrenners. Für den Weinbrennerstil typisch die konsolengestützte Verdachung des Eingangs, das Gurtband über dem Erdgeschoss, das unterschiedliche Format der Erdgeschoss- und Obergeschossfenster, das dem Walmdach aufsitzende, mit einem Pyramidendach bekrönte Türmchen (ähnlich bei Weinbrenners Kleinsteinbacher Kirche). Auch das schlichte wohlproportionierte Pfarrhaus von 1829 kann noch mit dem Weinbrennerstil in Verbindung gebracht werden.

### Vereine in Maulburg
Maulburg hat ein reges Vereinsleben. Zahlreiche Vereine vereinigen Menschen mit Interessen an Kultur und Heimat, Sport und Freizeit oder mit sozialem Engagement. Die ältesten heute noch bestehenden Vereine sind:
- Männerchor Maulburg, ehemals „Bürgerliche Gesangverein“ Maulburg. Als Gründungsjahr gilt 1842. Im Jahr 1926, nach der Fusion mit dem 1909 gegründeten „Liederkranz Maulburg“, nannte sich der Verein Männerchor Maulburg.
- Musikverein Maulburg 1844 e. V., zeitweilig auch „Feuerwehrmusik“ oder „Musikgesellschaft“ genannt
- Evangelischer Kirchenchor, 1880 gegründet; Neugründung 1929[33]
- Turn- und Sportverein Maulburg 1887 e. V., vereinigt mit dem 1905/06 gegründeten „FC Maulburg“; Neugründung 1950

Außerdem besteht seit 2012 (nach Gemeinderatsbeschluss 2009) die „Bürgerstiftung Maulburg“. Sie fördert Projekte auf Gemeindeebene in den Bereichen Jugend-, Alten- und Behindertenhilfe, Bildung und Erziehung, Kunst, Kultur und Denkmalpflege, Umwelt- und Landschaftsschutz sowie Bürgerschaftliches Engagement.

### Sonstiges

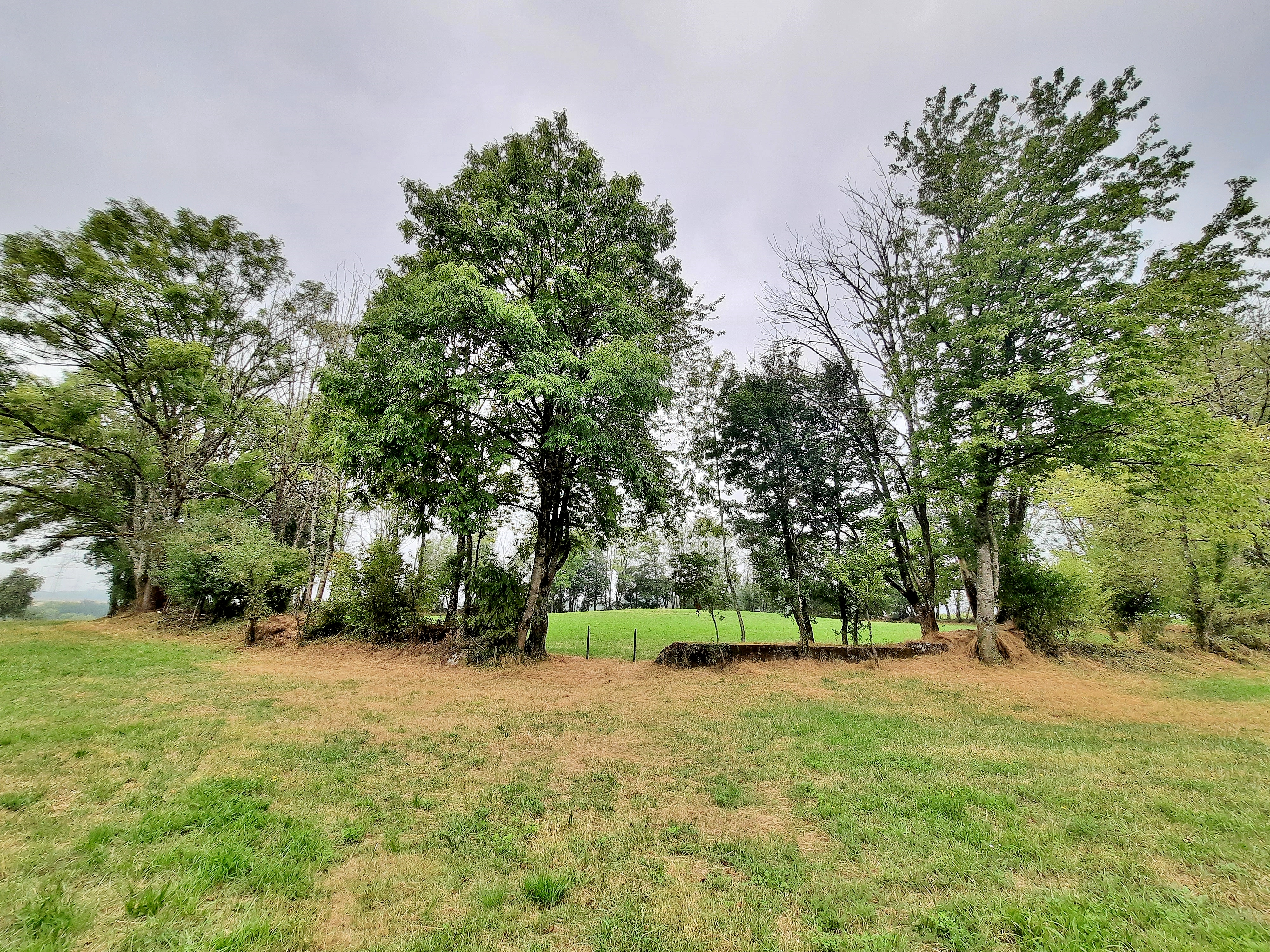
K12 Auf dem Dachsig

Am westlichen Rand der Gemarkung an der Gemeindegrenze zu Steinen befinden sich auf einem freien Feld (47° 38′ 2,4″ N, 7° 45′ 47,9″ O) auf 460 m Höhe exakt kreisförmig gepflanzte Bäume. Sie markieren die Stelle des ehemaligen Funk-Leitstrahl-Senders Knickebein K12. Diese Anlagen dienten während der Luftschlacht um England der Luftwaffe zur Zielmarkierung bei nächtlichen Angriffen auf Orte in England.

## Wirtschaft und Infrastruktur

### Verkehr
Maulburg ist durch die Wiesentalbahn (Basel–Zell im Wiesental) an das überregionale Streckennetz angebunden. Auf der Strecke verkehrt die Linie 6 der S-Bahn Basel täglich im 30-Minuten-Takt von 05:00 Uhr bis ca. 0:30 Uhr.
Im Norden führt die Umgehungsstraße B 317 an Maulburg vorbei. Die Gemeinde besitzt im Nordwesten (Gewerbegebiet Teichmatt) eine Anbindung in beide Richtungen (Weil am Rhein/Basel – Titisee-Neustadt). Im Nordosten wurde 2016 durch einen Neubau von zwei Verkehrskreiseln und separate Einfädelspuren in beide Richtungen ein weiterer Anschluss an die Bundesstraße geschaffen.
Über die Adelhauserstraße/L139 ist Maulburg im Süden mit Rheinfelden (Baden) verbunden.
Durch eine Alltagsroute aus dem Radnetz Baden-Württemberg ist Maulbronn über Steinen mit Lörrach und Weil am Rhein verbunden sowie über Schopfheim mit Wehr. 
Durch Maulburg führt der 54 Kilometer lange Wiesental Radweg, der von Todtnau kommend quer durch den Landkreis Lörrach bis nach Basel führt.

### Unternehmen
Der größte Arbeitgeber in Maulburg ist das Mess- und Regeltechnikunternehmen Endress+Hauser.
Mit Hauptsitz in Maulburg ansässig ist die Firmengruppe Busch, ein Hersteller von Vakuumpumpen.

### Bildung

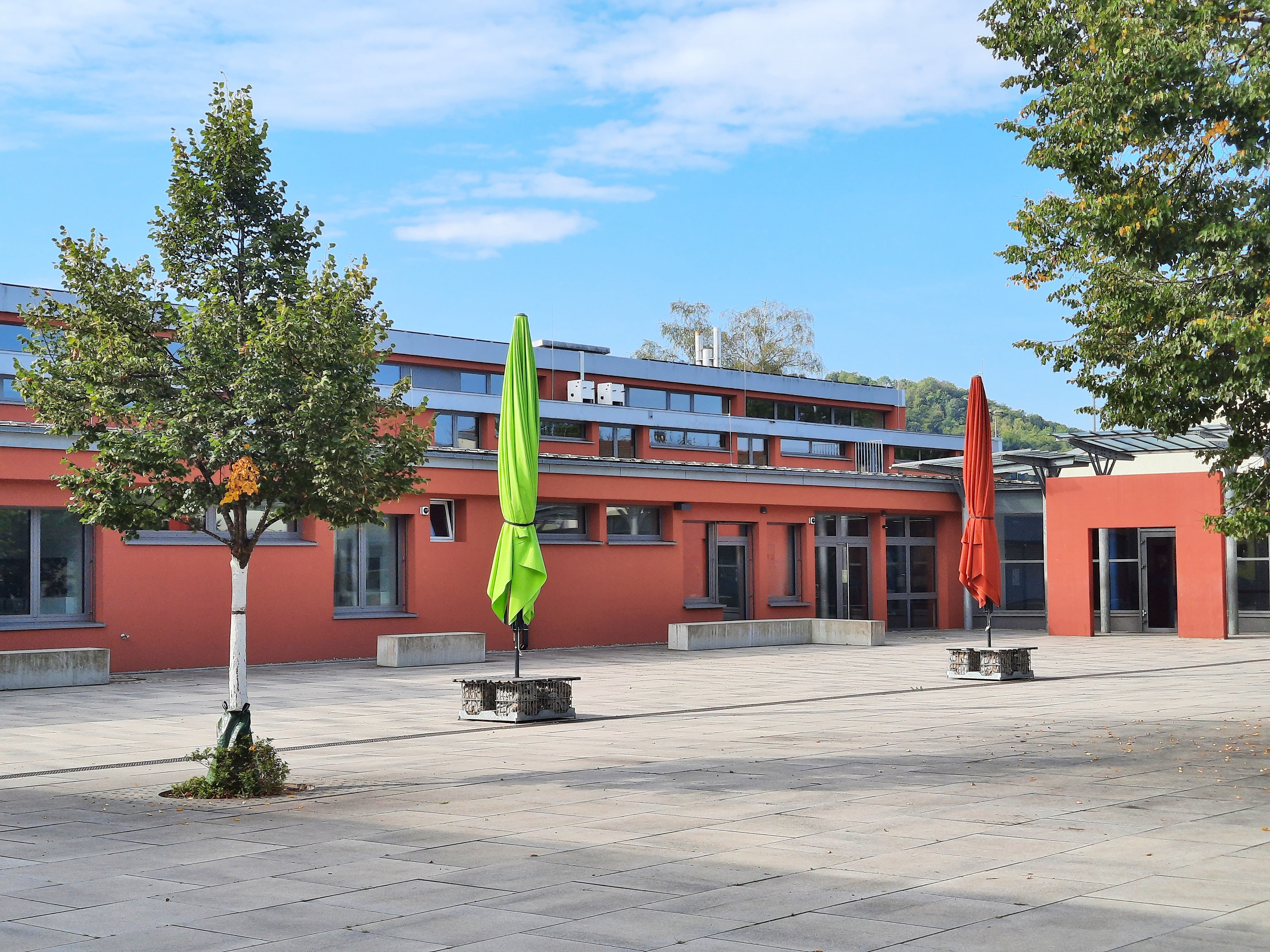
Wiesentalschule in Maulburg.

Mit der Wiesentalschule verfügt Maulburg über Gemeinschaftsschule, in der Grundschule und Sekundarstufe I für alle Abschlüsse vereinigt sind. Außerdem gibt es mit der Helen-Keller-Schule eine Bildungsstätte für körperbehinderte und geistig behinderte Kinder. Für die Kinder im Vorschulalter gibt es die Kindertageseinrichtung Wiesental, den Kindergarten Steegmatt und den Waldkindergarten Chirsibaum (=Kirschbaum).
Die Volkshochschule Wiesental unterhält in Maulburg eine Außenstelle. Ferner ist Maulburg eine der Trägergemeinden für die „Musikschule Mittleres Wiesental“.

## Persönlichkeiten

### Ehrenbürger
- Hermann Burte (1879–1960), Dichter und Maler (1929)
- Adolf Strübe (1881–1973), Maler (1953)
- Georg Endress (1924–2008), Unternehmer (1995)
- Karl Busch (1929–2025) und Ayhan Busch, Unternehmer (2015)

### Söhne und Töchter der Gemeinde
- Johann Leonhard Walz (1718–1792), evangelischer Pfarrer
- Hermann Burte (1879–1960), Dichter und Maler
- Adolf Strübe (1881–1973), Maler, Bruder von Hermann Burte
- Arthur Schmidt (1908–2007), Maler und Zeichner